# Rebsdorf
Rebsdorf ist ein Stadtteil von Steinau an der Straße im osthessischen Main-Kinzig-Kreis. Der Ort ist Teil der Gemarkung des Stadtteils Sarrod.

## Geographie

### Geographische Lage
Der kleine Ort liegt im Norden des Main-Kinzig-Kreises etwa 15 km nordwestlich des Hauptortes.

### Nachbarorte
Rebsdorf grenzt im Norden an den Ort Radmühl, im Nordosten an den Ort Fleschenbach, im Osten an den Ort Ulmbach, im Süden an den Ort Rabenstein und im Westen an den Ort Oberreichenbach.

## Geschichte

### Ortsgeschichte
Das Dorf wurde erstmals Mitte des 16. Jahrhunderts erwähnt. In der späten Neuzeit gehörte der Ort als Wohnplatz zur Gemeinde Sarrod.
Im Zuge der Gebietsreform in Hessen wurde zum 1. April 1972 der Ort aus der Gemeinde Sarrod ausgegliedert und der Gemeinde Ulmbach als Ortsteil zugeschlagen. Zum 1. Juli 1974 wurde Ulmbach im Zuge der Gebietsreform in Hessen kraft Landesgesetz in die Stadt Steinau, heute „Steinau an der Straße“ eingegliedert. Dabei wurde Rebsdorf ein eigener Stadtteil von Steinau.
Für den Stadtteil Rebsdorf wurde, wie für die anderen Stadtteile von Steinau, ein Ortsbezirk eingerichtet.

### Verwaltungsgeschichte im Überblick
Die folgende Liste zeigt die Staaten und Verwaltungseinheiten, denen Rebsdorf angehört(e):
- 1564: Heiliges Römisches Reich, Gericht Freiensteinau der Herrschaft Riedesel
- 1684: Heiliges Römisches Reich, Fürstabtei Fulda, Amt Ulmbach
- ab 1699: Heiliges Römisches Reich, Fürstabtei Fulda, Amt Uerzell[Anm. 2]
- ab 1803: Heiliges Römisches Reich, Fürstentum Nassau-Oranien-Fulda, Amt Uerzell[Anm. 3]
- 1806–1810: Staat des Fürstprimas,[Anm. 4] Fürstentum Fulda, Amt Salmünster
- 1810–1813: Großherzogtum Frankfurt, Departement Fulda, Distrikt Salmünster
- ab 1816: Kurfürstentum Hessen,[Anm. 5] Großherzogtum Fulda, Amt Salmünster[7]
- ab 1821/22: Kurfürstentum Hessen, Provinz Hanau, Kreis Salmünster[8][Anm. 6]
- ab 1830: Kurfürstentum Hessen, Provinz Hanau, Kreis Schlüchtern
- ab 1848: Kurfürstentum Hessen, Bezirk Hanau
- ab 1851: Kurfürstentum Hessen, Provinz Hanau, Kreis Schlüchtern
- ab 1867: Königreich Preußen,[Anm. 7] Provinz Hessen-Nassau, Regierungsbezirk Kassel, Kreis Schlüchtern
- ab 1871: Deutsches Reich, Königreich Preußen, Provinz Hessen-Nassau, Regierungsbezirk Kassel, Kreis Schlüchtern
- ab 1918: Deutsches Reich, Freistaat Preußen, Provinz Hessen-Nassau, Regierungsbezirk Kassel, Kreis Schlüchtern
- ab 1944: Deutsches Reich, Freistaat Preußen, Provinz Nassau, Landkreis Schlüchtern
- ab 1945: Deutsches Reich, Amerikanische Besatzungszone,[Anm. 8] Groß-Hessen, Regierungsbezirk Wiesbaden, Landkreis Schlüchtern
- ab 1946: Deutsches Reich, Amerikanische Besatzungszone, Hessen, Regierungsbezirk Wiesbaden, Landkreis Schlüchtern
- ab 1949: Bundesrepublik Deutschland, Hessen, Regierungsbezirk Wiesbaden, Landkreis Schlüchtern
- ab 1968: Bundesrepublik Deutschland, Hessen, Regierungsbezirk Darmstadt, Landkreis Schlüchtern
- ab 1972: Bundesrepublik Deutschland, Hessen, Regierungsbezirk Darmstadt, Landkreis Schlüchtern, Gemeinde Ulmbach
- ab 1974: Bundesrepublik Deutschland, Hessen, Regierungsbezirk Darmstadt, Main-Kinzig-Kreis, Stadt Steinau
- ab 1978: Bundesrepublik Deutschland, Hessen, Regierungsbezirk Darmstadt, Main-Kinzig-Kreis, Stadt nach „Steinau an der Straße“ umbenannt

## Bevölkerung

### Einwohnerstruktur 2011
Nach den Erhebungen des Zensus 2011 lebten am Stichtag, dem 9. Mai 2011, in Rebsdorf 63 Einwohner. Darunter waren 6 (9,5 %) Ausländer.
Nach dem Lebensalter waren 15 Einwohner unter 18 Jahren, 24 waren zwischen 18 und 49, 18 zwischen 50 und 64 und 6 Einwohner waren älter.
Die Einwohner lebten in 21 Haushalten. Davon waren 3 Singlehaushalte, 3 Paare ohne Kinder und 12 Paare mit Kindern, sowie 3 Alleinerziehende und 3 Wohngemeinschaften. In keinem Haushalt lebten ausschließlich Senioren und in 15 Haushalten leben keine Senioren.

### Einwohnerentwicklung
| Quelle: Historisches Ortslexikon |                                                    |
| • 1678:                          | 5 Untertanen                                       |
| • 1789:                          | zwei 3/4 Bauern, 6 halbe Bauern, ein Hintersiedler |
| • 1812:                          | 6 Feuerstellen, 71 Seelen                          |
| • 1895:                          | 10 Häuser mit 72 Bewohnern                         |
| • 2008:                          | 65 Einwohner                                       |
| • 2011:                          | 63 Einwohner                                       |
| • 2015:                          | 57 Einwohner                                       |
| • 2022:                          | 56 Einwohner                                       |

## Politik
Für Rebsdorf besteht ein Ortsbezirk mit Ortsbeirat und Ortsvorsteher nach der Hessischen Gemeindeordnung.
Der Ortsbeirat besteht aus drei Mitgliedern. Bei den Kommunalwahlen in Hessen 2021 kam kein Ortsbeirat zustande.